# Topher Grace
Christopher John "Topher" Grace (Nova Iorque, 12 de julho de 1978), é um ator americano, mais conhecido pelo seu papel como Eric Forman em That '70s Show. Ele teve um papel de destaque no filme Homem-Aranha 3 como Eddie Brock/Venom.
Topher é filho de Patrícia, uma secretária e assistente escolar da Darien High School, em Darien (Connecticut) e John Grace, um executivo de negócios. Ele tem uma irmã mais nova chamada Jennifer.

## Carreira
Grace fez o papel de Eric Forman no seriado da Fox, That 70s Show, o qual marcou seu início, em 1998. A série fez grande sucesso e Grace se tornou bem conhecido pelos espectadores; ele interpretou o papel até a 7ª temporada. A série permaneceu até a temporada seguinte,terminado apenas em 2006. Seu personagem foi substituído por um novo chamado de Randy Pearson, o qual foi interpretado por Josh Meyers. Apesar disso, Grace teve uma breve aparição no episódio final de That's 70's show.
Ele estudou por um tempo na Universidade do Sul da Califórnia, porém ele deixou a faculdade durante seu primeiro ano de estudos para se concentrar em seu trabalho na televisão e conseguir uma carreira no cinema.
Em 2007 Grace interpretou o fotógrafo Eddie Brock/Venom em Homem-Aranha 3, dirigido por Sam Raimi. Grace é fã de histórias em quadrinhos e lia as histórias de Venom quando era criança.  Em 2010 interpretou um perigoso assassino em série chamado Edwin no filme Predadores, no mesmo ano também estrelou o filme Idas e Vindas do Amor. já em 2011 estrelou a comédia Retrô Uma Noite Mais que Louca, o Telefilme da HBO Grande Demais para Quebrar e o suspense Codinome Cassius 7. e em 2013, ele estrelou a comédia O Casamento do Ano ao lado de Robert de Niro e Diane Keaton. e em 2014, Topher estrelou o suspense A Convocação, ao lado de Susan Sarandon e a ficção científica do diretor Christopher Nolan, Interestelar. e  em 2015, estrelou Deixa Rolar ao lado de Chris Evans. Topher também tem vários outros projetos que estão em pós-produção, como o terror Home, a comédia de ação American Ultra, o drama político Truth e o musical One Shot.
Outros filmes com sua participação são: O Sorriso de Mona Lisa de Tommy Donegal,Traffic de Seth Abrahms, Em Boa Companhia, Segunda Chance e Um Encontro com seu Ídolo.

## Vida Pessoal
Topher é um ator bastante discreto e não gosta de falar de sua vida privada, dentre os seus relacionamentos, no começo das gravações de That '70s show se envolveu romanticamente com a atriz e também estrela da Fox, Anne Hathaway, já esteve ligado romanticamente com a filha de Donald Trump, Ivanka Trump e também já namorou a atriz Teresa Palmer. Em 2013, Grace começou a namorar a atriz Ashley Hinshaw, e em janeiro de 2015, eles ficaram noivos. Em 29 de Maio de 2016, Grace e Hinshaw se casaram. Em 1 de agosto de 2017, Hinshaw confirmou que ela e Grace estavam esperando seu primeiro filho. Mabel Jane Grace nasceu em novembro de 2017.

## Filmografia

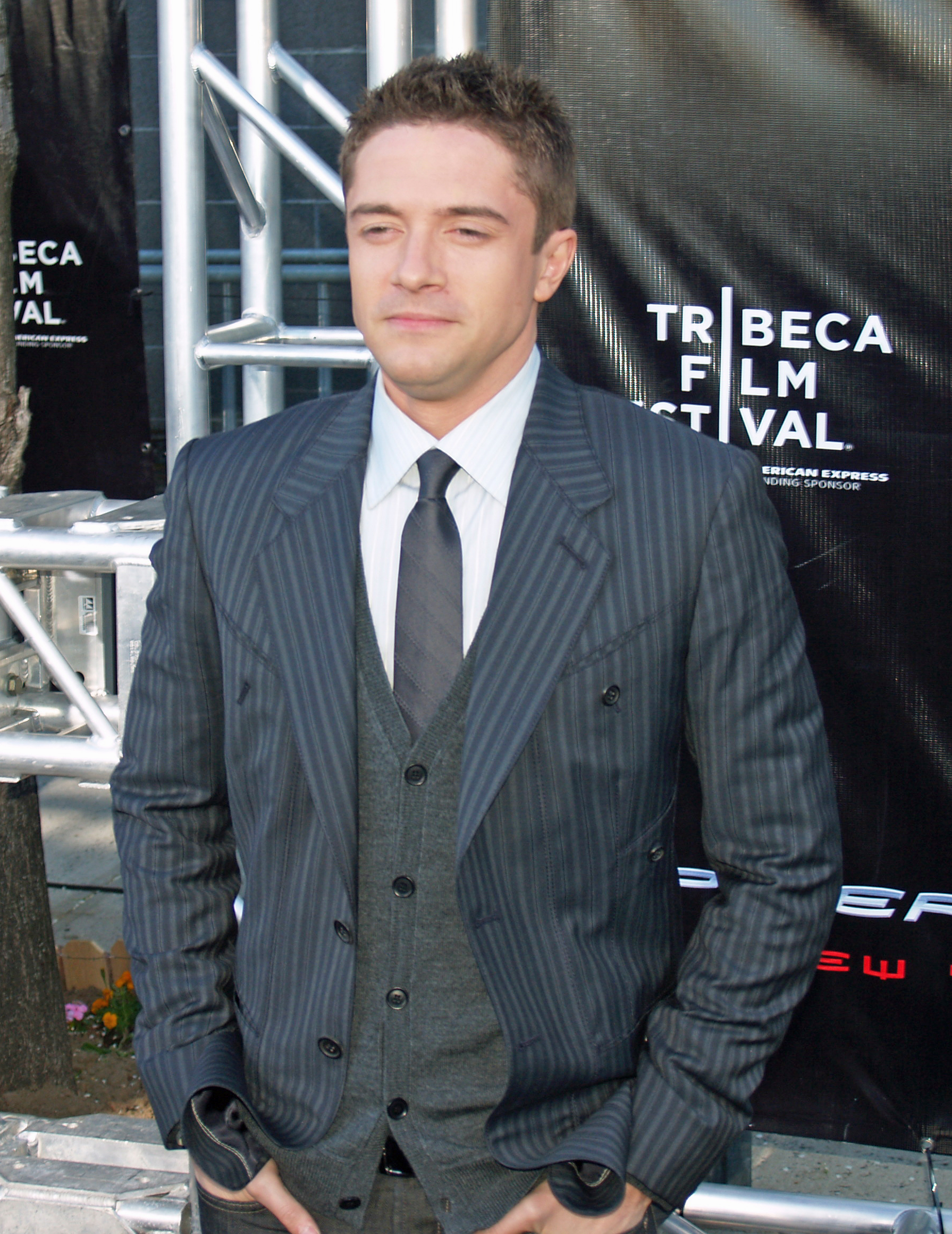
Grace na estreia do "Homem-Aranha 3", abril de 2007

| Filme         | Filme                          | Filme                | Filme                                                    |
| Ano           | Título                         | Papel                | Outras notas                                             |
| ------------- | ------------------------------ | -------------------- | -------------------------------------------------------- |
| 2000          | Traffic                        | Seth Abrahams        |                                                          |
| 2001          | Onze homens e um segredo       | Ele mesmo            |                                                          |
| 2002          | Roberto Benigni's Pinocchio    | Lucignolo - Leonardo |                                                          |
| 2003          | O sorriso de Monalisa          | Tommy Donegal        |                                                          |
| 2004          | Um Encontro com seu Ídolo!     | Pete Monash          |                                                          |
| 2004          | Segunda Chance                 | F. Scott Feinstadt   |                                                          |
| 2004          | Doze homens e um outro segredo | Ele mesmo            |                                                          |
| 2004          | Em Boa Companhia               | Carter Duryea        |                                                          |
| 2007          | Homem-Aranha 3                 | Eddie Brock/Venom    |                                                          |
| 2009          | Personal Effects               | Clay(voz)            |                                                          |
| 2010          | Idas e Vindas do Amor          | Jason                |                                                          |
| 2010          | Predadores                     | Edwin                |                                                          |
| 2011          | Uma Noite Mais que Louca       | Matt Franklin        |                                                          |
| 2011          | Grande Demais para Quebrar     | Jim Wilkinson        |                                                          |
| 2011          | Codinome Cassius 7             | Ben Geary            |                                                          |
| 2013          | O Casamento do Ano             | Jared Griffin        |                                                          |
| 2014          | A Convocação                   | Ben Wingate          |                                                          |
| 2014          | Interstellar                   | Getty                |                                                          |
| 2015          | American Ultra                 | Agent Adrian Yates   |                                                          |
| 2015          | Truth                          | Mike Smith           |                                                          |
| 2017          | The Institute                  | Vincent              |                                                          |
| 2017          | War Machine                    | Matt Little          |                                                          |
| 2017          | Noite de Abertura              | Nick                 | Ator e produtor                                          |
| 2018          | Delirium                       | Tom                  |                                                          |
| 2018          | BlacKkKlansman                 | David Duke           |                                                          |
| 2018          | Under the Silver Lake          | Homem no bar         |                                                          |
| 2018          | Mississippi Requiem            |                      | Pós-produção                                             |
| 2019          | Breakthrough,                  | Pastor Jason Noble   | Filmando                                                 |
| Televisão     |                                |                      |                                                          |
| Ano           | Título                         | Papel                | Notas                                                    |
| 1998-2006     | That '70s Show                 | Eric Forman          | Série regular; 179 episódios                             |
| 2003          | King of the Hill               | Chris                | Episódio: Megalo Dale (Voz)                              |
| 2005          | Stella                         | Older Kevin          | Episódio: Paper Route                                    |
| 2005          | Robot Chicken                  | Eric Forman          | Episódio: Gold Dust Gasoline                             |
| 2008          | The Simpsons                   | Donny                | Episódio: The Debarted (Voz)                             |
| 2011          | Too Big to Fail                | Jim Wilkinson        | Telefilme                                                |
| 2012          | Comedy Bang! Bang!             | Cameraman            | Episódio: "Seth Rogen Wears a Plaid Shirt & Brown Pants" |
| 2012          | The Beauty Inside              | Alex                 | 6 episódios                                              |
| 2015          | The Muppets                    | Ele mesmo            | Episódio: "Pilot"                                        |
| 2015          | Drunk History                  | Milton Bradley       | Episódio: "Games"                                        |
| 2016          | TripTank                       | Leonard (voz)        | Episódio: "Sick Day"                                     |
| 2017          | Workaholics                    | Noel                 | Episódio: "Weed the People"                              |
| 2017          | Get Shorty                     | Tyler Mathis         | 2 episódios                                              |
| 2019          | Black Mirror                   | Billy Bouer          | Episódio "Smithereens"                                   |
| 2020          | The Twilight Zone              | Mark                 | Episódio: "Try, Try"                                     |
| 2021–presente | Home Economics                 | Tom                  | Papel principal                                          |
| 2023          | That '90s Show                 | Eric Forman          |                                                          |

## Prêmios e nomeações
MTV Movie Awards
- Nomeado: Melhor vilão, em "Spider-Man 3" (2007)

National Board of Review, USA
- Ganhador: Best Breakthrough Performance by an Actor, In Good Company (2004)

Screen Actors Guild Award
- Ganhador: Outstanding Performance by the Cast of a Theatrical Motion Picture, Traffic (dividido com o elenco, 2001)

Young Hollywood Awards
- Ganhador: Breakthrough Performance - Masculino, Traffic (2001)

Teen Choice Awards
- Nomeado: Choice Movie: Rumble, Spider-Man 3 (dividido com Tobey Maguire, James Franco, e Thomas Haden Church, 2007)
- Nomeado: Melhor filme: Vilão, Spider-Man 3 (2007)
- Nomeado: Choice Movie Actor - Comédia, Win a Date with Tad Hamilton! (2004)
- Nomeado: Choice Movie Hissy Fit, Win a Date with Tad Hamilton! (2004)
- Nomeado: Choice Movie Liplock, Win a Date with Tad Hamilton! (Dividido com Kate Bosworth, 2004)
- Nomeado: Choice TV Actor - Comédia, That '70s Show (2004)
- Nomeado: Choice TV Actor - Comédia, That '70s Show (2003)
- Nomeado: Choice TV Actor - Comédia, That '70s Show (2002)
- Nomeado: Choice TV Actor - Comédia, That '70s Show (2001)
- Nomeado: Choice TV Actor - Comédia, That '70s Show (2000)
- Nomeado: Choice TV Actor - Comédia, That '70s Show (1999)

Young Artist Awards
- Nomeado: Melhor Performance em série de Tv - Young Ensemble, That '70s Show  (dividido com o elenco, 1999)